# Eurovision Song Contest's Greatest Hits
Eurovision Song Contest's Greatest Hits (en español: Los Grandes Éxitos del Festival de la Canción de Eurovisión) fue un espectáculo televisado para conmemorar el 60.º aniversario del Festival de Eurovisión, celebrado en la sala Eventim Apollo de Londres, Reino Unido el 31 de marzo de 2015.
La televisión anfitriona fue la BBC, de la mano de la UER. Los presentadores de la gala fueron la sueca Petra Mede (presentadora del Festival de la Canción de Eurovisión 2013) y el irlandés Graham Norton (comentarista de Eurovisión para la BBC desde 2009).
En la gala-concierto actuaron artistas destacados de la historia del Festival de Eurovisión. El evento tuvo como precedente la gala celebrada en Copenhague en 2005 con motivo del 50.º Aniversario, Congratulations: 50 years of the Eurovision Song Contest, aunque en esta ocasión tuvo un formato distinto, sin votaciones.

## Participantes

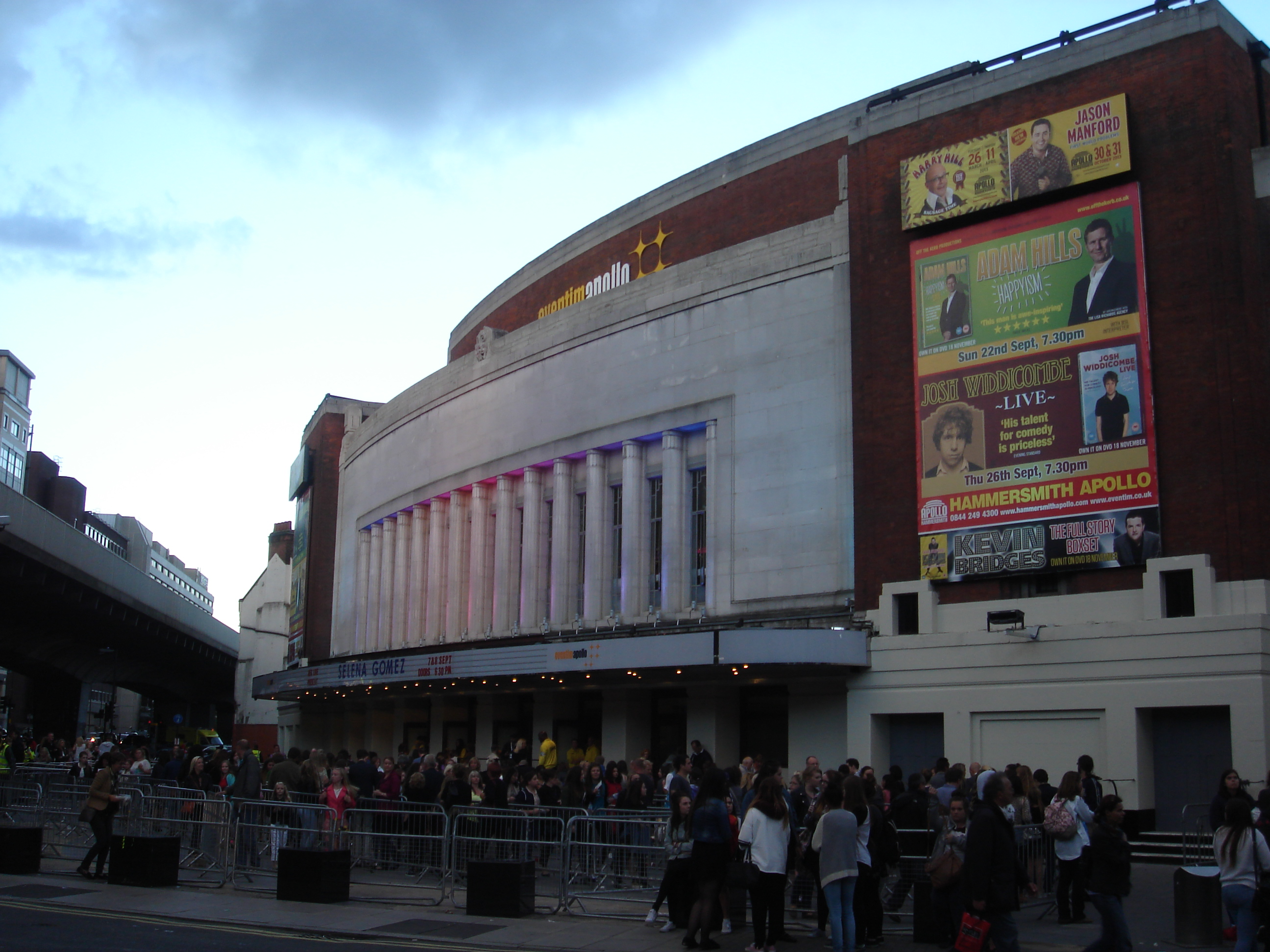
Eventim Apollo, sede de la gala.

Quince artistas de trece países actuaron en la gala.
| Orden | País        | Año (Resultado) | Artista            | Canción                         |
| ----- | ----------- | --------------- | ------------------ | ------------------------------- |
| 1     | Dinamarca   | 2013 (Ganador)  | Emmelie de Forest  | "Only Teardrops"                |
| 2     | Luxemburgo  | 1973 (Ganador)  | Anne-Marie David   | "Tu te reconnaîtras"            |
| 3     | Suecia      | 1984 (Ganador)  | Herreys            | "Diggi-Loo Diggi-Ley"           |
| 4     | Israel      | 1998 (Ganador)  | Dana International | "Diva"                          |
| 5     | Dinamarca   | 2000 (Ganador)  | Olsen Brothers     | "Fly on the Wings of Love"      |
| 6     | Reino Unido | 1976 (Ganador)  | Brotherhood of Man | "Save Your Kisses for Me"       |
| 7     | España      | 1968 (Ganador)  | Rosa López         | "La, la, la"                    |
| 7     | España      | 1969 (Ganador)  | Rosa López         | "Vivo cantando"                 |
| 7     | España      | 1973 (2º)       | Rosa López         | "Eres tú"                       |
| 7     | España      | 2002 (7º)       | Rosa López         | "Europe's living a celebration" |
| 8     | Alemania    | 1982 (Ganador)  | Nicole             | "Ein bißchen Frieden"           |
| 9     | Finlandia   | 2006 (Ganador)  | Lordi              | "Hard Rock Hallelujah"          |
| 10    | Francia     | 2001 (4º)       | Natasha Saint-Pier | "Je n'ai que mon âme"           |
| 11    | Rusia       | 2008 (Ganador)  | Dima Bilán         | "Believe"                       |
| 11    | Rusia       | 2006 (2º)       | Dima Bilán         | "Never Let You Go"              |
| 12    | Noruega     | 1985 (Ganador)  | Bobbysocks         | "La det swinge"                 |
| 13    | Suecia      | 2012 (Ganador)  | Loreen             | "Euphoria"                      |
| 14    | Irlanda     | 1980 (Ganador)  | Johnny Logan       | "What's Another Year?"          |
| 14    | Irlanda     | 1992 (Ganador)  | Johnny Logan       | "Why Me?"                       |
| 14    | Irlanda     | 1987 (Ganador)  | Johnny Logan       | "Hold Me Now"                   |
| 15    | Austria     | 2014 (Ganador)  | Conchita Wurst     | "Rise Like a Phoenix"           |

1. ↑  Canciones interpretadas como popurrí.
2. ↑  Canción originalmente interpretada en el festival por Massiel.
3. ↑  Canción originalmente interpretada por Salomé.
4. ↑  Canción originalmente interpretada por Mocedades.
5. ↑  Canciones interpretadas como popurrí.
6. ↑  Canciones interpretadas como popurrí.
7. ↑  Canción compuesta por Johnny Logan interpretada originalmente por Linda Martin.

## Intermedio
El intermedio de la gala estuvo amenizado por Riverdance. El espectáculo de música y danza irlandesa fue creado para el intermedio del Festival de la Canción de Eurovisión 1994, tras el que obtuvo una notable repercusión mundial.

## Actuación final
Para cerrar la gala, los artistas participantes volvieron al escenario para interpretar un popurrí de algunas de las canciones más conocidades de la historia del Festival de Eurovisión, incluyendo: Anne-Marie David interpretando la canción israelí ganadora del Festival de la Canción de Eurovisión 1979, "Hallelujah". El trío sueco Herreys, interpretando "Nel blu dipinto di blu (Volare)", que terminó en tercer lugar en el Festival de la Canción de Eurovisión 1958 interpretada por el italiano Domenico Modugno. La canción de Bucks Fizz "Making Your Mind Up", la canción ganadora por el Reino Unido en el Festival de la Canción de Eurovisión 1981, fue interpretada por Bobbysocks. El popurrí finalizó con todos los participantes restantes (excepto Loreen) sumándose para interpretar la canción con la que ABBA ganó el Festival de la Canción de Eurovisión 1974, "Waterloo".

## Retransmisión y comentaristas
Se ha confirmado que las siguientes emisoras retransmitirán la gala de aniversario, en diferido:
| Fecha de emisión    | País                  | Canal de televisión      | Comentarista(s)                      |
| ------------------- | --------------------- | ------------------------ | ------------------------------------ |
| 3 de abril de 2015  | Irlanda               | RTÉ2                     | Sin comentaristas                    |
| 3 de abril de 2015  | Reino Unido           | BBC One                  | Sin comentaristas                    |
| 4 de abril de 2015  | Bélgica (en flamenco) | één                      | Peter Van de Veire                   |
| 4 de abril de 2015  | Islandia              | RÚV                      | Sin comentaristas                    |
| 4 de abril de 2015  | Noruega               | NRK1                     | Sin comentaristas                    |
| 4 de abril de 2015  | Finlandia (en sueco)  | YLE Fem                  | Sarah Dawn Finer y Christer Björkman |
| 4 de abril de 2015  | Suecia                | SVT 1 y SVT World        | Sarah Dawn Finer y Christer Björkman |
| 5 de abril de 2015  | Albania               | RTSH                     | Sin comentaristas                    |
| 5 de abril de 2015  | Rusia                 | C1R                      | Sin comentaristas                    |
| 5 de abril de 2015  | San Marino            | SMRTV                    | Sin comentaristas                    |
| 11 de abril de 2015 | Finlandia (en finés)  | YLE TV2                  | Sin comentaristas                    |
| 11 de abril de 2015 | Israel                | Canal 1                  | Sin comentaristas                    |
| 12 de abril de 2015 | Rumania               | TVR                      | Sin comentaristas                    |
| 13 de abril de 2015 | Bulgaria              | BNT 1                    | Sin comentaristas                    |
| 25 de abril de 2015 | Letonia               | LTV1                     | Aigars Rozenbergs                    |
| 26 de abril de 2015 | Portugal              | RTP1                     | Júlio Isidro                         |
| 2 de mayo de 2015   | Eslovenia             | RTVSLO                   | Sin comentaristas                    |
| 12 de mayo de 2015  | Bélgica (en francés)  | La Une                   | Jean-Louis Lahaye y Maureen Louys    |
| 16 de mayo de 2015  | Dinamarca             | DR1                      | Ole Tøpholm                          |
| 16 de mayo de 2015  | Alemania              | NDR y MDR                | Peter Urban                          |
| 16 de mayo de 2015  | Grecia                | NERIT                    | subtítulos en griego                 |
| 16 de mayo de 2015  | Rumania               | TVR1                     | Sin comentaristas                    |
| 17 de mayo de 2015  | Austria               | ORF eins                 | Andi Knoll                           |
| 19 de mayo de 2015  | Suiza                 | SRF zwei (parte 1)       | Sin comentaristas                    |
| 20 de mayo de 2015  | Francia               | France 2                 | Natasha Saint-Pier                   |
| 21 de mayo de 2015  | Suiza                 | SRF zwei (parte 2)       | Sin comentaristas                    |
| 21 de mayo de 2015  | Australia             | SBS                      | Sin comentaristas                    |
| 22 de mayo de 2015  | Estonia               | ETV                      | Sin comentaristas                    |
| 22 de mayo de 2015  | Alemania              | EinsFestival             | Peter Urban                          |
| 23 de mayo de 2015  | España                | La 1 y TVE Internacional | José María Íñigo y Julia Varela      |
| 23 de mayo de 2015  | Serbia                | RTS                      | Sin comentaristas                    |